# نضارية
نَضَاريَّة أو أريْما (الاسم العلمي: Arima)، جنس حشرات من فصيلة خنافس الورق. توجد أنواع من هذا الجنس في فرنسا، وفي البر الرئيسي الإيطالي، وفي صقلية. وهي تمثل مثنوية الشكل الجنسية بوضوح. والإناث بشل عام أكبر بكثير عن الذكور.

## الأنواع
الأنواع كتالي:
- Arima brachyptera (Küster, 1844)
- Arima buai Havelka, 1959
- نضارية الزوفا (Fabricius, 1781)، نضارية الزوفا
- Arima maritima Bua, 1953